# Кулыншак Кемелулы
Кулыншак Кемелулы (1840, а. Жартытобе Созакского района Туркестанской области — 1911, там же) — казахский акын.
Происходит из подрода сангыл племени конырат.
В стихах, терме, поэмах, толгау выражал недовольство народа угнетением и злоупотреблением властью со стороны правителей («Обращение к Кольбаю», «Обращение к мудрецу Уйсенбаю», «Хитростью ловят куланов арканом»). Поэтический талант Кулыншак, развитие традиций казахской поэзии проявляются в дастане «Ширин и Шекер», стихотворение «Обращение к Ондыбаю», «Обращение к Майлы», «Обращение к Мадеди», Кулыншак участвовал в айтысах с акынами Майлыкожа, Шоже, Тама, Берекет, Муллой Муса и др. Поэтическое творчество Кулыншак было высоко оценено Жамбылом Жабаевым. Рукописи Кулыншак хранятся в архивном фонде НАН РК.